# Palazzo Fontana Rezzonico

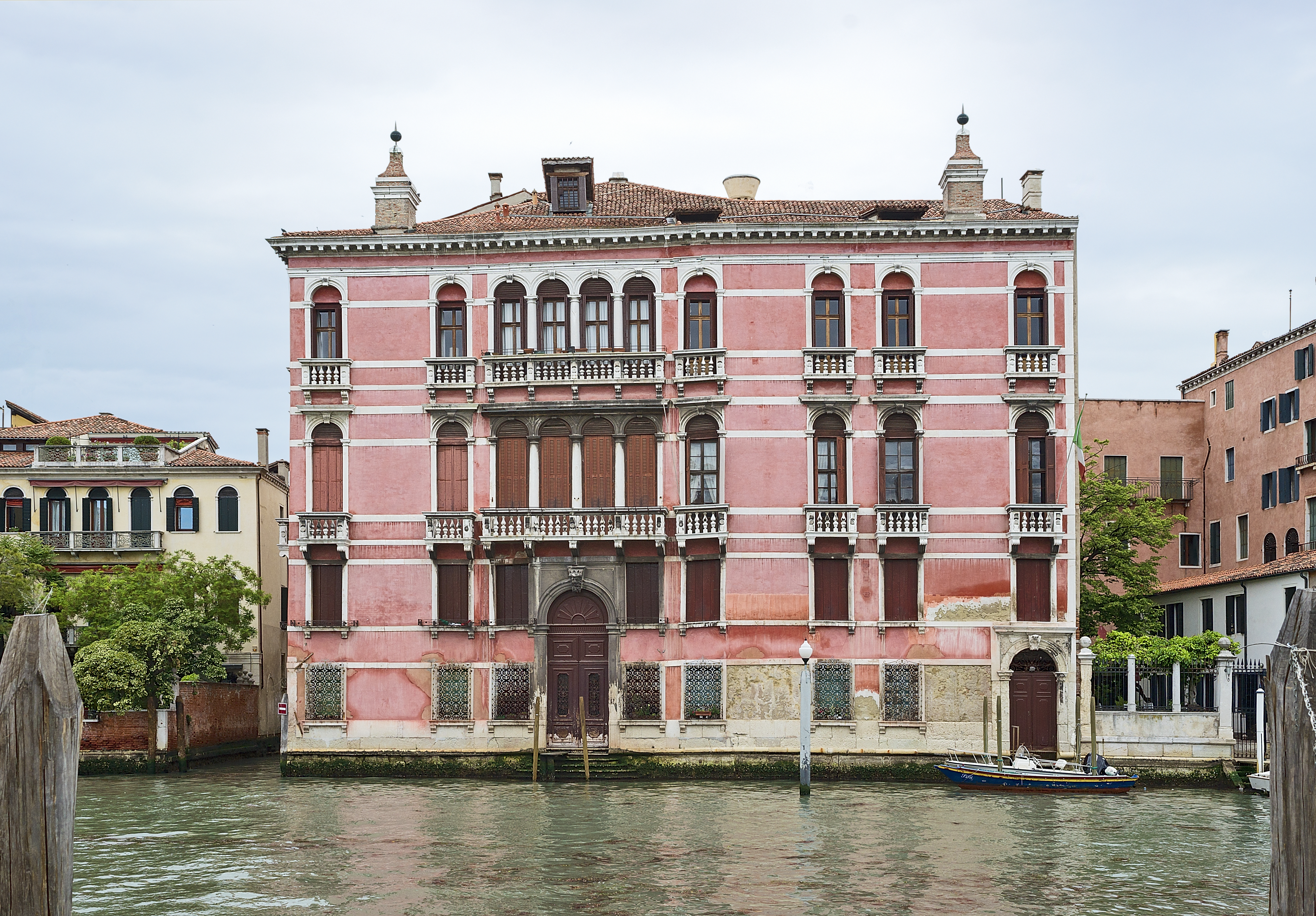
Palazzo Fontana Rezzonico

Palazzo Fontana Rezzonico ist ein Palast in Venedig in der italienischen Region Venetien. Er liegt im Sestiere Cannaregio mit Blick auf den Canal Grande an der Einmündung des Rio di San Felice zwischen der Casa Levi Morenos und dem Palazzo Miani Coletti Giusti, nicht weit von der Ca’ d’Oro.

## Geschichte
Die Eigentümer und Auftraggeber des Palastes waren die Fontana, Kaufleute aus Piacenza, die sich in Venedig gegen Mitte des 16. Jahrhunderts niedergelassen hatten. Sie wollten einen eigenen Palast bauen lassen und erwarben zu diesem Zweck in den ersten Jahren des 17. Jahrhunderts ein altes Gebäude an dieser Stelle, das abgerissen wurde, um Platz für den heutigen Palast zu schaffen.

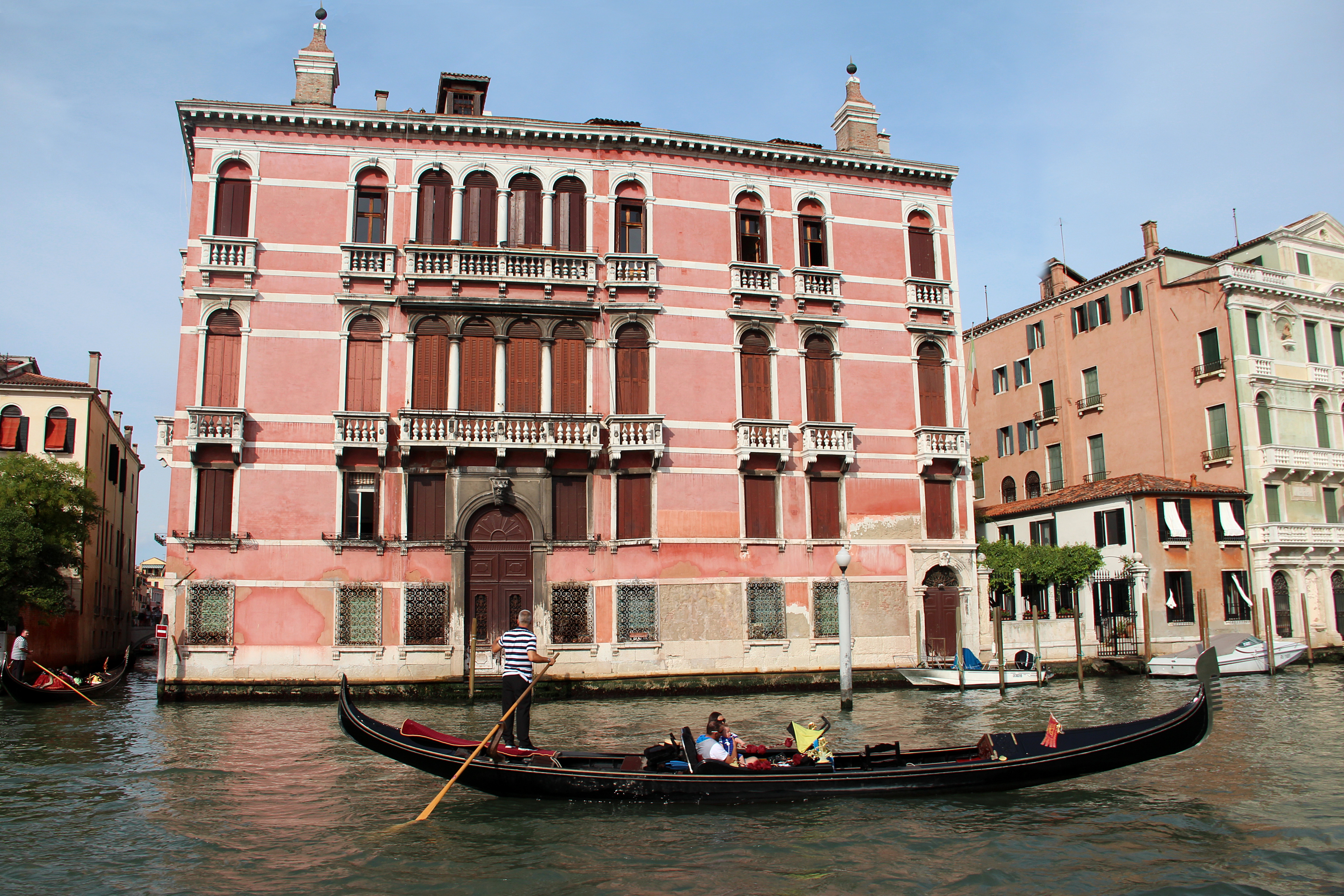
Der Canal Grande und der Palazzo Fontana Rezzonico.

Gegen Ende des 17. Jahrhunderts wurde der Palast an die Familie Rezzonico vermietet, die damals erst kürzlich in den venezianischen Adel aufgenommen worden war, bis der Bau ihres eigenen Palastes, Ca’ Rezzonico, abgeschlossen war. Im Palazzo Fontana Rezzonico wurde 1693 Carlo della Torre di Rezzonico, der spätere Papst Clemens XIII., geboren.
Wie viele andere venezianische Familien waren die Fontana mit der Krise, die sich aus dem Fall der Republik Venedig entwickelte, gezwungen, ihren Palast zu verkaufen. Der Bankier Johann Conrad Reck kaufte ihn. Später wurde er an die Levi und dann an die Sullam verkauft, die heute noch Eigentümer sind.

## Beschreibung
Der Palast wurde im Renaissancestil errichtet, aber mit der Zeit erhielt er auch einige charakteristische Barockdetails. Auf den ersten Blick zeigt die Fassade eine sehr akzentuierte Asymmetrie.
Im Erdgeschoss öffnen sich zwei Portale zum Wasser; das Hauptportal liegt in der Mitte, unter dem Vierfachfenster des Hauptgeschosses, während das zweite deutlich geringerer Größe auf der äußersten rechten Seite der Fassade angebracht ist. Das erste und zweite Hauptgeschoss des Palastes sind fast identisch; neben den Vierfachfenstern liegen links zwei und rechts vier Einzelfenster, alle ausgeführt als Rundbogenfenster mit vorspringenden, kleinen Balkonen. Auf dem Dach gibt es zwei kleine Obelisken, die fast ganz aus Ton gefertigt sind.